# Resolución 816 del Consejo de Seguridad de las Naciones Unidas
La resolución 816 del Consejo de Seguridad de las Naciones Unidas, adoptada el 31 de marzo de 1993, después de reafirmar las resoluciones 781 (1992), 782 (1992) concernientes a una prohibición de vuelos militares sobre Bosnia y Herzegovina y reconociendo la situación actual en la región, el Consejo, actuando bajo el Capítulo VII de la Carta de las Naciones Unidas, extendió la prohibición para que cubriese vuelos de todas las aeronaves de alas fijas y alas giratorias sobre el país, y para usar todas las medidas necesarias para asegurar el cumplimiento de la prohibición.
El Consejo observó que esta prohibición no se aplicaba a vuelos destinados para el uso de la Fuerza de Protección de las Naciones Unidas (UNPROFOR) o para razones humanitarias. También le pidió a UNPROFOR que continuara monitoreando el cumplimiento de la prohibición en vuelos sobre Bosnia y Herzegovina, llamando a todos los partidos a cooperar con UNPROFOR en el proceso de monitoreo.
Dirigiéndose a los Estados miembros, el Consejo autorizó que después de siete días después de la adopción de la resolución 816, deberían asegurar el cumplimiento de la misma. También exhortó a los Estados miembros a cooperar con UNPROFOR con las medidas que han tomado para implementar la resolución actual y reglas de acción, y en el evento de que el Copresidente del Comité Directivo de Internacional notificara al Consejo de que todos los partidos bosnios han aceptado sus propuestas sobre un arreglo, las medidas establecidas en la resolución presente serán subsumidas en medidas para implementar ese arreglo.
La resolución concluyó pidiéndole al Secretario General Boutros Boutros-Ghali reportar al Consejo sobre las acciones tomadas por los Estados miembros para reforzar la situación actual.
La resolución 816 fue adoptada con catorce votos a favor y ninguno en contra, con la abstención de China debido a sus reservas sobre la autorización del uso de la fuerza.